# Уилям Фридкин
Уилям Фридкин (на английски: William Friedkin) е американски филмов режисьор, сценарист и продуцент, роден през 1935 година в Чикаго, Илинойс, САЩ.

## Биография
Уилям Фридкин е роден в Чикаго, Илинойс, в семейството на бивш моряк, полупрофесионален софтболист и продавач на мъжки облекла Луис Фридрих и съпругата му Рейчъл, еврейски имигранти от Руската империя. Баща му никога не е печелил повече от 50 долара на седмица, а по-късно умира в бедност. Майката на Уилям работи като медицинска сестра в операционна и има стабилен доход. След като гледа филма „Гражданинът Кейн“ на Орсън Уелс, който му прави голямо впечатление, Уилям решава, че бъдещето му трябва да бъде свързано с киното. 

### Кариера
След като завършва училище, той започва да работи в Чикагската телевизионна компания WGN-TV и започва режисьорската си кариера от заснемането на телевизионни предавания на живо и документални филми, предназначени за телевизия. Един от неговите документални филми „Хората срещу Пол Кръмп“ (The People vs. Paul Crump) - разказ за осъден на смърт афроамериканец, бит от полицията, - получава награда на филмовия фестивал в Сан Франциско. Впоследствие смъртната присъда е заменена от Круп за доживотен затвор.
Започва кариерата си в документални филми в началото на 1960-те години. През 1965 г. Уилям се премества в Холивуд, където заснема последния епизод за телевизионното шоу „Часът на Алфред Хичкок“, озаглавен (Off Season). Той е тясно идентифициран с движението „Нов Холивуд“ от 1970 г. Режисира криминалния трилър „Френска връзка“ (1971), който печели пет награди „Оскар“, включително за най-добър филм, най-добър актьор, най-добър адаптиран сценарий и най-добър режисьор. След това режисира филма на ужасите „Заклинателят“ (1973), който му носи още една номинация за Оскар за най-добър режисьор.

### Личен живот
Фридкин е бил женен четири пъти.
Докато снима „Момчетата в групата“ през 1970 г., Фридкин започва връзка с Кити Хоукс, дъщеря на режисьора Хауърд Хоукс. Тя продължава две години, през които двойката обяви годежа си, но връзката приключи около 1972 г. Фридкин започва четиригодишна връзка с австралийската танцьорка и хореограф Дженифър Наирн-Смит през 1972 г. Въпреки че два пъти обявяват годеж, те никога не се женят. Те имат син Седрик роден на 27 ноември 1976 г. Фридкин и втората му съпруга Лесли-Ан Даун също имат син Джак, роден през 1982 г. Фридкин е отгледан като евреин, но се нарича агностик по-късно в живота си казва, че силно вярва в ученията на Исус Христос.

### Смърт
Уилям Фридкин почива от сърдечна недостатъчност и пневмония в дома си в квартал Бел Еър в Лос Анджелис на 7 август 2023 г. Той е на 87 години.

## Филмография

### Режисьор игрални филми
| Година | Филм                             | Оригинално заглавие            | Бележки |
| ------ | -------------------------------- | ------------------------------ | ------- |
| 1967   | Добри времена                    | Good Times                     |         |
| 1968   | Парти за рожден ден              | The Birthday Party             |         |
| 1968   | Нощта, когато бе нападнат Мински | The Night They Raided Minsky's |         |
| 1970   | Оркестранти                      | The Boys in the Band           |         |
| 1971   | Френска връзка                   | The French Connection          |         |
| 1973   | Заклинателят                     | The Exorcist                   |         |
| 1977   | Магьосникът                      | Sorcerer                       |         |
| 1978   | Кражбата на Бринк                | The Brink's Job                |         |
| 1980   | Фатален партньор                 | Cruising                       |         |
| 1983   | Зделката на века                 | Deal of the Century            |         |
| 1985   | Да живееш и умреш в Ел Ей        | To Live and Die in L.A.        |         |
| 1987   | Вилнеене                         | Rampage                        |         |
| 1990   | Пазителят                        | The Guardian                   |         |
| 1994   | Сини пионки                      | Blue Chips                     |         |
| 1995   | Джейд                            | Jade                           |         |
| 2000   | Извънредни директиви             | Rules of Engagement            |         |
| 2003   | Преследваният                    | The Hunted                     |         |
| 2006   | Опасна интимност                 | Bug                            |         |
| 2011   | Убиецът Джо                      | Killer Joe                     |         |